# 陣頭社團八大軒社
台北稻江八大軒社，又稱稻江八大軒社，為臺北市大稻埕及附近地區八個陣頭軒社組織的合稱，分別為靈安社、平樂社、共樂軒、新樂社、保安社、雙連社、明光樂社、清心樂社八大軒社。

## 大稻埕稻江八大軒社
- 臺北稻江靈安社

成立超過140年，是大稻埕最早成立的軒社。大稻埕商人為大稻埕霞海城隍廟聖誕遶境而成立，擔任五月十三日迎城隍壓陣隊伍。曾參與電影大稻埕拍攝還原臺灣日治時期迎城隍盛況。台北靈安社神將陣頭指定為臺北市無形文化資產。
主神：
霞海城隍老爺
神將：
范將軍（老祖）
謝將軍（老祖）
范將軍（二祖）
謝將軍（二祖）
武判官（老祖）
文判官（老祖）
武判官（二祖）
文判官（二祖）
地址：台北市大同區歸綏街116號
- 臺北大稻埕慈聖宮平樂社

成立超過120年，廈門人來台所創立的，早年曾取[七爺]謝必之'安'字改名稱為「平安樂社」而後又回復平樂社之名，因平樂社依附大稻埕慈聖宮，天上聖母聖誕遶境即由平樂社來擔負壓陣隊伍。日治時期為大稻埕音樂團第九組。
主神：天上聖母
神將：
范將軍（老祖）
謝將軍（老祖）
范將軍（二祖）
謝將軍（二祖）
地址：台北市大同區保安街49巷32號
- 臺北稻江共樂軒

成立時間不可考，謝范老祖於1912年開光，軒慶為農曆三月五日。由大稻埕茶葉商人陳清秀所創，早年前身共安社，後與神將班分裂，改名為共安社共樂軒。日治時期名為台北音樂團第三組「稻江共樂軒」，戰後定名為「台北共樂軒」每年台灣光復節暨法主聖君聖誕遶境時擔任壓陣角色。
主神：
法主聖君（法主公）
神將：
范將軍
謝將軍
法主聖君（法主公）
地址：台北市大同區民樂街68之1號
- 臺北稻江新樂社

1922年成立，軒慶為三月十二日。先前曾取謝必安之安字稱「新安樂社」之名，目前就以定名「新樂社」，日治時期為大稻埕音樂團第十組。
主神：
福德正神
神將：
范將軍（老祖）
謝將軍（老祖）
范將軍（二祖）
謝將軍（二祖）
千里眼將軍
順風耳將軍
社址：台北市大同區長安西街177巷1號（與臺北玄安宮同地址）
- 臺北廈寮萬和宮保安社

成立於日治時期。早年以演歌仔戲見長，在日治時期即可見大龍峒保安社登台演出多次紀錄。目前出陣則以北管帶神將為主，較無戲曲登臺演出活動。
主神：
西秦王爺
田都元帥
霞海城隍
陪祀：
觀音佛祖
玄天上帝
關聖帝君
天上聖母
千里眼將軍
順風耳將軍
福德正神
中壇元帥
范將軍
謝將軍
虎爺將軍
神將：
范將軍（老祖）
謝將軍（老祖）
范將軍（二祖）
謝將軍（二祖）
范將軍（三祖）
謝將軍（三祖）
范將軍（四祖）
謝將軍（四祖）
范將軍（五祖）
謝將軍（五祖）
獎善司
罰惡司
楊戩元帥
哪吒元帥
社址：台北市大同區迪化街二段304號（台北廈寮萬和宮旁）
- 台北下厝庄雙連社

成立於日治時期昭和年間。早年亦是[歌仔戲]，後改為[北管]，目前是八大軒社中擁有各類神將數量最多的一社。當地舊地名為[臺北市雙連｜雙連坡]，其社名即由此而起。
主神：
西秦王爺
田都元帥
霞海城隍
神將：
范將軍（老祖）
謝將軍（老祖）
范將軍（二祖）
謝將軍（二祖）
范將軍（三祖）
謝將軍（三祖）
武判官
文判官
陰陽司
中壇元帥
二郎神君
台北市政府文化局演藝團體立案字號：1625
社長：吳宗信
代表人：吳鈺森
社址：台北市大同區承德路一段77巷21號
- 臺北明光樂社

戰後成立。早年演歌仔戲，後轉軒社，五月十三日迎城隍時除范謝將軍外。聖濟宮住持裝扮濟公活佛，走在遊行隊伍中，並吟詩唱曲及發送憑糖果等。
神將：
范將軍
謝將軍
地址：台北市大同區赤峰街3巷17號（與台北聖濟宮同地址）
- 臺北大橋頭清心樂社

社名源自於清新之意，原本是練[歌仔戲]，後來才改成北管，隸屬大橋頭福德廟，亦有大橋頭飛舞獅。
主神：
福德正神
神將：
范將軍（老祖）
謝將軍（老祖）
范將軍（新祖）
謝將軍（新祖）
社長：劉丁柱
地址：台北市大同區安西街166號（與台北民間遊藝協會同地址）

## 台北五大軒社
- 台北靈安社
- 台北平樂社
- 台北共樂軒
- 台北金海利
- 台北德樂軒

## 全部社團
- 台北靈安社
- 台北共樂軒
- 台北新樂社
- 台北雙連社
- 台北保安社
- 台北平樂社
- 台北明光樂社
- 台北大橋頭清心樂社
- 台北集英郡
- 台北南樂社
- 台北建興社
- 台北南樂社
- 台北興義團
- 台北德樂軒
- 台北樂靜社
- 台北義樂社
- 台北玄安樂社
- 台北成樂社
- 台北法主張柳神將會
- 台北義和社
- 台北豬徒口協天宮忠義會
- 台北金海利
- 台北金萬成

## 獅團
- 台北延平金獅團
- 台北下厝庄雙連義勇獅
- 台北北門口鑫獅團
- 台北大龍峒金獅團
- 台北舊市場金萬獅團
- 台北永樂金獅團
- 台北大橋頭飛舞獅

## 相關連結
- 台北稻江八大軒社的問題 （页面存档备份，存于）
- 台北靈安社神將陣頭
- 臺北迎城隍的藝陣與八大軒社
- 6/14.15.16台北稻江霞海城隍老爺千秋 重溫大稻埕 地方老陣頭的源流 （页面存档备份，存于）
- 台北市北管藝術發展史 （页面存档备份，存于）
- Journal of local historical research of Taipei city, 第 157 期 （页面存档备份，存于）

## 外部連結
- 台北靈安社
- 台北共樂軒
- 台北新樂社 （页面存档备份，存于）
- 台北 萬和宮保安社 （页面存档备份，存于）
- 台北雙連社 （页面存档备份，存于）
- 台北 明光樂社（台北聖濟宮)
- 臺北大橋頭清心樂社飛舞獅